# Пінца (десерт)
Пінца або путана (венеційською мовою pinsa) є типовим десертом Венето, Фріулі та деяких долин Трентіно. Назва «пінца», однак, також вказує на зовсім інші тістечка, такі як пінца з Болоньї або пінца з Трієста.

## Опис
Рецепт варіюється від місця до місця, але його загальні характеристики можна окреслити. Інгредієнти прості, типові для селянської традиції, але сьогодні набагато багатші, ніж у минулому: біле борошно, жовте борошно, дріжджі, цукор і молоко змішуються разом, з додаванням кедрових горішків, сушеного інжиру, родзинок, насіння фенхелю і граппи. Поєднується з червоним вином, особливо з фраголіно або глінтвейном.
Десерт (який може сягати одного метра в діаметрі) зазвичай вживається під час різдвяних свят, і особливо під час популярного свята Falò di inizio anno (італ. «Багаття початку року»), що являє собою розпалювання величезних вогнищ, спалювання опудала, в перші дні січня.
У деяких італійських провінціях ця традиція також називається Panevìn (букв. «Хліб і вино»), а також pìroe-paroe, panaìni, panevìni, pignarûl, vècie, casere. У святкову ніч п'ють гарячий грог «вин-брюле» (vin brulè) і закушують його пирогом пінца. Вважається, що у Водохресну ніч до дітей навідується чарівниця Бефана, яку можна задобрити частуванням, наприклад, пирогом пінца. Тому інша назва цього десерту — «пиріг Бефани», «торт Бефани» або «торт Марантега» (інше прізвисько Бефани).
Етимологія слова, ймовірно, така ж, як «піца».

## Примітка
1. ↑  Torta pinza - putàna (PDF).
2. ↑  Ricetta Pinza veneta.
3. ↑  Veneto. EDT srl. ISBN 88-592-3246-5.
4. ↑  La pinza, il dolce veneto della tradizione contadina!.
5. ↑  Zanco. La cucina della Marca trevigiana: dal raìcio rosso al... tirame sù. Bussolengo: Demetra. с. 108—109. {{cite book}}: Пропущено |author1= (довідка)
6. ↑  Boerio, Giuseppe (1856). Dizionario del dialetto veneziano (італ.). Premiata tipografia di G. Cecchini.
7. ↑  Архівована копія. www.dialogue.center. Архів оригіналу за 23 грудня 2022. Процитовано 23 грудня 2022.{{cite web}}:  Обслуговування CS1: Сторінки з текстом «archived copy» як значення параметру title (посилання)
8. ↑  iFood (13 липня 2019). Ricetta - Pinza veneziana. Dissapore (it-IT) . Процитовано 23 грудня 2022.
9. ↑  Boerio (1867). Dizionario del dialetto veneziano. Venezia: Premiata tipografia di Giovanni Cecchini. {{cite book}}: Пропущено |author1= (довідка)

## Схожі матеріали
- Macafame
- Пінца болоньєзе
- Пінца Трієстина